# V-11攻擊機
V-11攻擊機是美國伏爾提飛機公司研製的单引擎水平轟炸機/攻擊機，其原本的設計是單發動機的V-1客機，但由於美國相關法律定明單發動機飛機不能作為客機，故而把它改成軍用攻擊機，其外表和日本海軍的九七式艦上攻擊機相似。

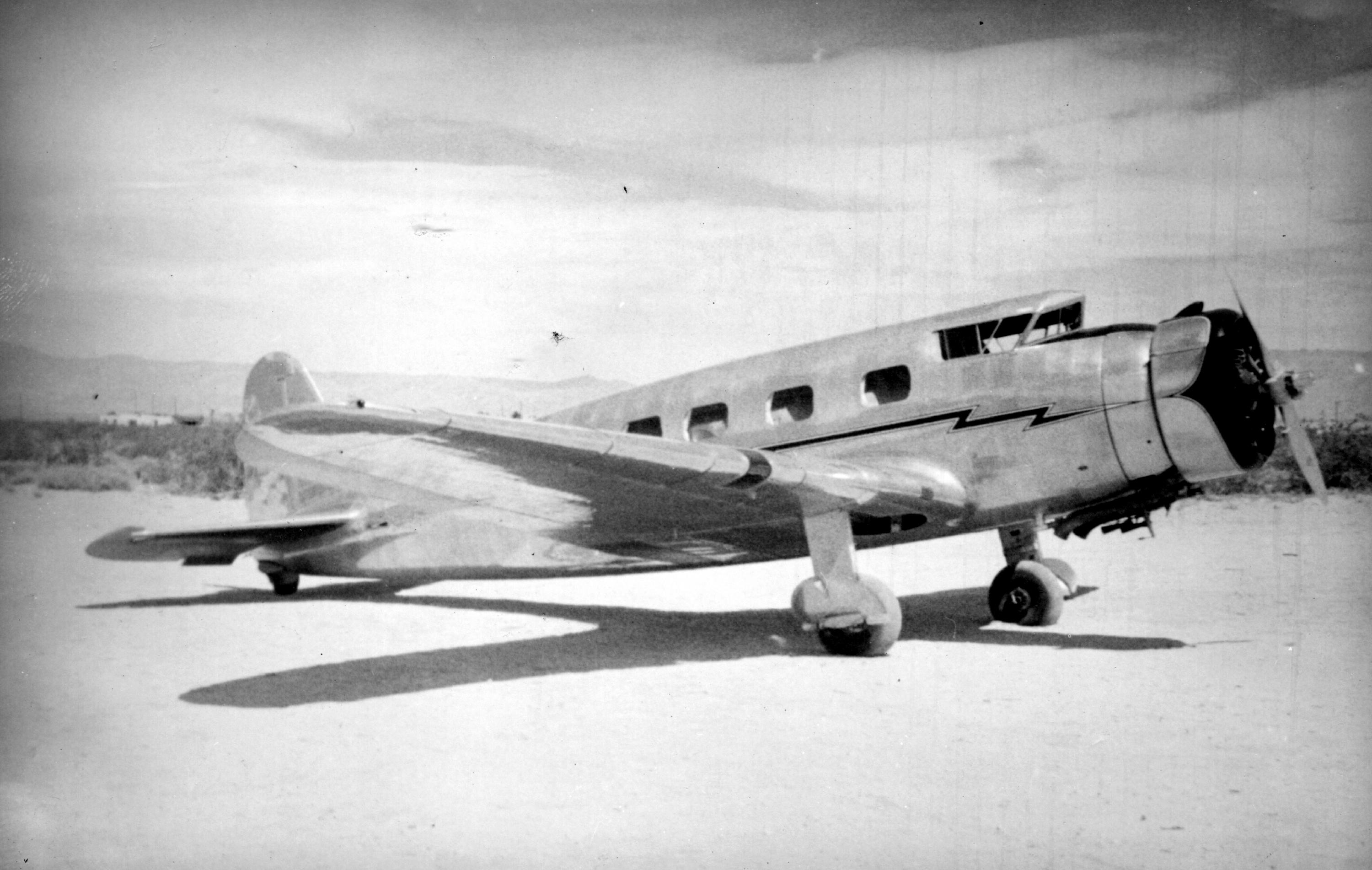
V-1客機

## 型號
- V-11
- V-11-G
- V-11-GB
- V-11-GB2
- V-11-GB2F
- BSh-1
- PS-43
- YA-19
- YA-19A
- YA-19B
- YA-19C
- A-19
- V-12
- V-12-C
- V-12-D
- V-52

## 基本資料（給巴西和土耳其的V-11-GB）
- 乘員:3人（飛行員、投彈手、射击手）
- 機長:11.53米
- 翼展:15.24米
- 機高:3.05米
- 空重:4280公斤
- 載重:1,635公斤
- 翼面積:32.3平方米
- 最快時速:369公里/小時
- 航程:1970公里
- 昇限:7010米
- 發動機:1具美國萊特R-1820-G2風冷發動機(持续功率850匹馬力/起飞功率1000马力)
- 武裝:機翼4支7.62毫米口徑風冷式M1919機槍+後座及机腹后下方各1支相同口徑的路易士機槍+机腹前下方半埋藏弹舱可装6枚30磅炸弹，翼下可外挂500磅炸彈

## 中國戰場的實戰

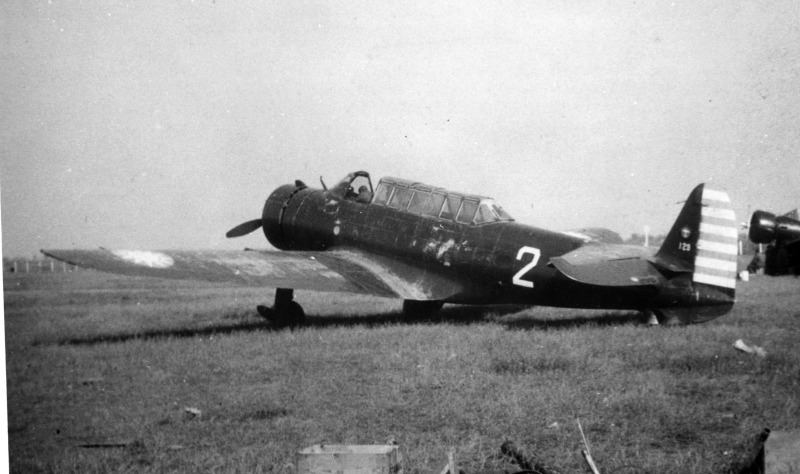
中國空軍的V-11攻擊機，图中为早期型双叶桨

V-11攻擊機有外銷給巴西、土耳其和蘇聯，但祇有外銷給的中國的才有用於實戰。因V-11外销业绩良好，1938年6月24日，美国空军也订购了7架强化版本试用，除加强结构外，加长了发动机舱以安放双排星型引擎，翼下外挂能力增至1000磅，总重增加但机翼尺寸和面积不变，命名为YA-19，这也是后来V-12型的模本。
1935年中國國民政府经宋子文向伏爾提飛機公司訂購30架V-11-G（双座，850马力Wright R-1820-G2发动机，第一架在原厂组装，其余在中国组装）；1938年2月由「國際中隊」成功作战2次。1939年11月22日，时任行政院长孔祥熙（原致力效仿意大利空军，因1937年墨索里尼倒向日本而全面中止）又再訂購26架V-12-C（三座，1000马力Wright R-1820-G105B发动机，第一架在1941年1月25日于原厂滑行中未能成功起飞最终撞毁，其余在中国组装）；后又订购52架V-12-D（三座，1600马力Wright R-2600发动机，伏爾提厂记录已提交全部散件，实际可能只完成3-4架，第一架在原厂组装，其余原打算在云南雷允的中央飞机制造厂组装，因遭日军轰炸，残余部件被转运印度班加羅爾组装了2-3架，有照片留档，后国民政府称新厂亦被日军占领（班加羅爾在印度南方）剩余散件下落不明）。
中國訂購的V-11-G除了第一架在美國伏爾提飛機公司組裝外，其餘29架在中國國內的廣東韶關飛機廠和在漢口的杭州中央飛機廠組裝。后1939年增订三座改良，加长增重的V-12型时，其課價原本為每架十萬美元但經中方代表孔令俊壓價後改為每架八萬美元，但如此美方要將貨就價把原型机本来裝上的1200马力Pratt & Whitney R-1830-17發動機被改為1000匹馬力的萊特R-1820-G105B，并将此型命名为V-12-C，這樣變成小馬拉大車也就是動力不足而令其飛行性能弱化，首机在首飞时即未能飞起最后撞毁，中國空軍接手後又接連發生載彈时冲出跑道的V-12-C機毀人亡事故，除了動力不足外還有起落架品質不過關而發生斷裂事故；后痛定思痛，续购时要求强化动力，美方遂改装1600马力Wright R-2600发动机并命名为V-12-D。V-12-C，V-12-D均为V-12的中国定制版本，使用全收尾轮更加流线型。
中國的V-11首先裝備由外國人組成的「國際中隊」，1938年2月7日，7架V-11由漢口機場起飛去轟炸已被日軍佔領的蚌埠，每架V-11皆外掛380公斤炸彈，日軍駐地有五處起火，此7架飛機除了一名後座機槍手的左腳被打傷外全部安全回航，1938年2月24日，4架V-11和一架A-16攻擊機由漢口起飛去轟炸平漢鐵路站和其鄰近的機場（當時有6架日機而其中一架正在起飛），當機隊到達火車站上空就投下多個50公斤炸彈但未見有嚴重損害，之後又向機場投下多個14公斤炸彈並用機翼機槍掃射，完事後機隊安全回航。
武漢失守後，V-11駐在成都並裝備第8大隊的第10和第19中隊，1939年2月5日，第10中隊的4架V-11遠程空襲在運城的日軍機場，2月20日，第19中隊隊長黃普倫的4架V-11由梁山機場起飛去轟炸漢口機場但發生撞山事故，之後V-11祇作為聯絡機和教練機直至1940年退役報廢。

## 使用國家
美国（生產國）
 巴西
 中華民國
 苏联
 土耳其

## 外部連結
- 抗戰初期我外員隊所使用的伏爾提V-11攻擊機